# Évans
Cet article possède un paronyme, voir Les Vans.
Pour les articles homonymes, voir Evans.
Évans est une commune française située dans le département du Jura, dans la région culturelle et historique de Franche-Comté et la région administrative Bourgogne-Franche-Comté.

## Géographie
Évans est une commune sur l’axe Rhin-Rhône, traversée par de nombreuses voies de communication : l’Autoroute A36, la voie ferrée Besançon-Dole, la Route départementale 673, le canal Freycinet du Rhône au Rhin,et s’étend sur un territoire d’environ 1 100 hectares.

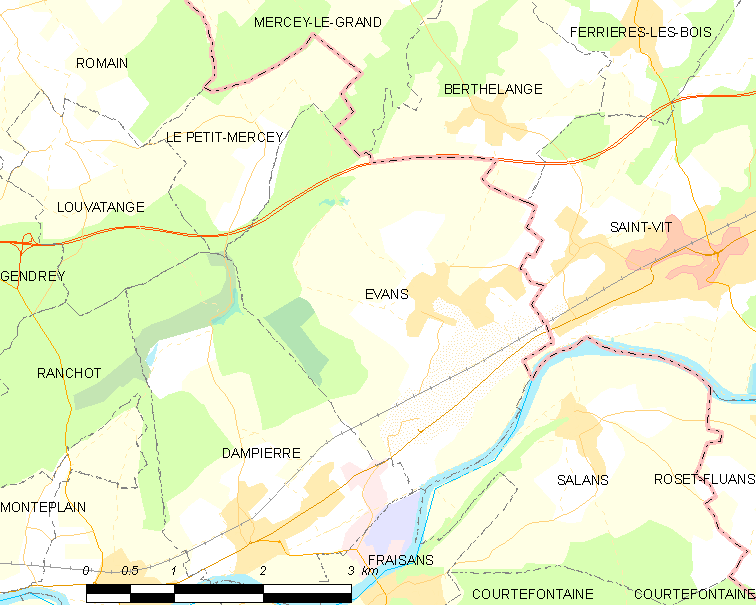
Situation d'Évans.

### Climat
Pour des articles plus généraux, voir Climat de la Bourgogne-Franche-Comté et Climat du département du Jura.
En 2010, le climat de la commune est de type climat des marges montargnardes, selon une étude du Centre national de la recherche scientifique s'appuyant sur une série de données couvrant la période 1971-2000. En 2020, Météo-France publie une typologie des climats de la France métropolitaine dans laquelle la commune est exposée à un climat semi-continental et est dans la région climatique  Jura, caractérisée par une forte pluviométrie en toutes saisons (1 000 à 1 500 mm/an), des hivers rigoureux et un ensoleillement médiocre. 
Pour la période 1971-2000, la température annuelle moyenne est de 10,4 °C, avec une amplitude thermique annuelle de 17,2 °C. Le cumul annuel moyen de précipitations est de 1 089 mm, avec 12,9 jours de précipitations en janvier et 9,2 jours en juillet. Pour la période 1991-2020, la température moyenne annuelle observée sur la station météorologique de Météo-France la plus proche, « Dannemarie-sur-Crète », sur la commune de Dannemarie-sur-Crète à 8 km à vol d'oiseau, est de 11,3 °C et le cumul annuel moyen de précipitations est de 1 066,6 mm. 
La température maximale relevée sur cette station est de 39,9 °C, atteinte le 25 juillet 2019 ; la température minimale est de −22 °C, atteinte le 9 janvier 1985,,. 
Les paramètres climatiques de la commune ont été estimés pour le milieu du siècle (2041-2070) selon différents scénarios d'émission de gaz à effet de serre à partir des nouvelles projections climatiques de référence DRIAS-2020. Ils sont consultables sur un site dédié publié par Météo-France en novembre 2022.

## Urbanisme

### Typologie
Au 1er janvier 2024, Évans est catégorisée commune rurale à habitat dispersé, selon la nouvelle grille communale de densité à sept niveaux définie par l'Insee en 2022.
Elle est située hors unité urbaine. Par ailleurs la commune fait partie de l'aire d'attraction de Besançon, dont elle est une commune de la couronne,. Cette aire, qui regroupe 310 communes, est catégorisée dans les aires de 200 000 à moins de 700 000 habitants,.

### Occupation des sols
L'occupation des sols de la commune, telle qu'elle ressort de la base de données européenne d’occupation biophysique des sols Corine Land Cover (CLC), est marquée par l'importance des territoires agricoles (71,3 % en 2018), une proportion sensiblement équivalente à celle de 1990 (71,5 %). La répartition détaillée en 2018 est la suivante : 
terres arables (40,3 %), zones agricoles hétérogènes (28,8 %), forêts (22,8 %), zones urbanisées (4,3 %), prairies (2,2 %), eaux continentales (1,6 %), zones industrielles ou commerciales et réseaux de communication (0,1 %). L'évolution de l’occupation des sols de la commune et de ses infrastructures peut être observée sur les différentes représentations cartographiques du territoire : la carte de Cassini (XVIIIe siècle), la carte d'état-major (1820-1866) et les cartes ou photos aériennes de l'IGN pour la période actuelle (1950 à aujourd'hui).

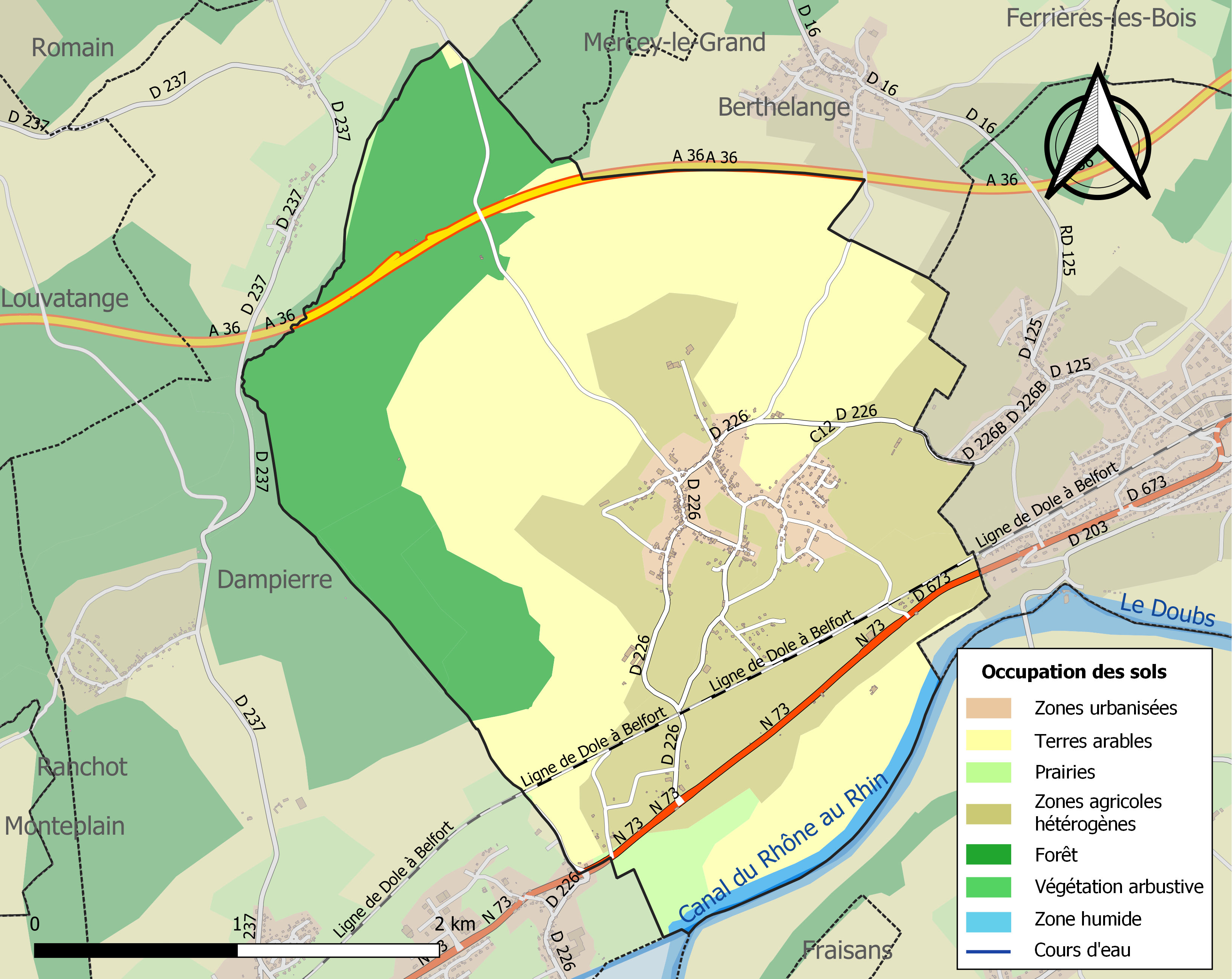
Carte des infrastructures et de l'occupation des sols de la commune en 2018 (CLC).

## Histoire
Une importante voie romaine qui reliait, au IIe siècle, Lyon au Rhin, traversait la commune ; elle est encore visible à différents endroits.
Un parchemin daté de 1147 indique le nom de Evrard d'Evans, reconnu parmi les nobles du Comté de Bourgogne et probablement un des premiers seigneur d' Evans.
La seigneurie d'Evans passe brièvement au début du XVIe siècle aux mains des Montrichard avant de rentrer dès 1540 dans famille de Poligny par le mariage de Joachim de Poligny avec Anne de Montrichard.
Le château d'Evans est une reconstruction du XVIIe siècle, édifié à la place des écuries et dépendances du château féodal, situé sur la hauteur qui le domine (démoli en 1813 parce qu'il menace de tomber en ruine). Le nouveau château d'Evans (1663) est alors un solide bâtiment rectangulaire  flanqué de quatre tours carrées surmontées d'une flèche.C'est au XVIIIe siècle un château de plaisance qui n'en garde pas moins un caractère défensif, avec meurtrières sous le toit et dans les murs des tourelles.  Il fait l'objet d'une cession testamentaire de Jean-Claude de Poligny à François de Poligny, son cousin qui s'y installe. Le fils de François, François Gabriel, lui succède sur les terres d'Evans et y restaure le village et l'église "Saint Jean-Baptiste" entre 1730 et 1732. Son fils unique Charles-Claude Ferdinand, chevalier de Saint Georges, fait entourer le château de superbes jardins dessinés sur des plans laissés par Le Nôtre.
En 1793, l'unique cloche du village est vendue. Pendant cette période révolutionnaire, les paysans d'Evans sont réquisitionnés pour les forges (fabrication des canons révolutionnaires) et sur leurs récoltes. Ils durent sillonner les routes plusieurs semaines jusqu'en Alsace pour ravitailler l'armée.
Une fontaine communale est érigée en 1826 qui sert d'abreuvoir et de lavoir.
Une nouvelle cloche de 783 kg est commandée en 1825 qui est encore aujourd'hui au clocher.  En 1828 une horloge sonnant les heures et les demies y est ajoutée (don de Célina Biguenet, veuve Perdu).

### Héraldique du village
| Blason de Évans | Blason  | De gueules à la croix d'argent cantonnée de quatre coquilles de même. |
| Blason de Évans | Détails | Le statut officiel du blason reste à déterminer.                      |

## Politique et administration
| Date        | Maire               | Parti politique |
| 1885-1888   | Henri Gaudron       |                 |
| 1888-1900   | Jean-Marie Hudry    |                 |
| 1900-1904   | Pierre-Joseph Ramel |                 |
| 1904-1908   | Prosper Bouvet      |                 |
| 1908-1912   | Henri Gaudron       |                 |
| 1912-1925   | Jean-Baptiste Lune  |                 |
| 1925-1945   | Francis Muneret     |                 |
| 1945-1967   | Marius Billet       |                 |
| 1967-1977   | Julien Gaudron      |                 |
| 1977-1983   | Gilbert Malésieux   | DVG             |
| 1983-1989   | Gerard Palys        | Divers Droite   |
| 1989-1995   | François Greset     | Divers Droite   |
| 1995-2020   | Jean-Luc Hudry      | DVD             |
| depuis 2020 | François Greset     | DVD             |

## Démographie
L'évolution du nombre d'habitants est connue à travers les recensements de la population effectués dans la commune depuis 1793. Pour les communes de moins de 10 000 habitants, une enquête de recensement portant sur toute la population est réalisée tous les cinq ans, les populations de référence des années intermédiaires étant quant à elles estimées par interpolation ou extrapolation. Pour la commune, le premier recensement exhaustif entrant dans le cadre du nouveau dispositif a été réalisé en 2007.

En 2022, la commune comptait 658 habitants, en évolution de +2,81 % par rapport à 2016 (Jura : −0,81 %, France hors Mayotte : +2,11 %).
| 1793 | 1800 | 1806 | 1821 | 1831 | 1836 | 1841 | 1846 | 1851 |
| ---- | ---- | ---- | ---- | ---- | ---- | ---- | ---- | ---- |
| 363  | 434  | 448  | 518  | 560  | 600  | 570  | 627  | 546  |

| 1856 | 1861 | 1866 | 1872 | 1876 | 1881 | 1886 | 1891 | 1896 |
| ---- | ---- | ---- | ---- | ---- | ---- | ---- | ---- | ---- |
| 582  | 539  | 556  | 534  | 510  | 505  | 453  | 451  | 474  |

| 1901 | 1906 | 1911 | 1921 | 1926 | 1931 | 1936 | 1946 | 1954 |
| ---- | ---- | ---- | ---- | ---- | ---- | ---- | ---- | ---- |
| 489  | 441  | 404  | 351  | 361  | 353  | 331  | 273  | 267  |

| 1962 | 1968 | 1975 | 1982 | 1990 | 1999 | 2006 | 2007 | 2012 |
| ---- | ---- | ---- | ---- | ---- | ---- | ---- | ---- | ---- |
| 266  | 264  | 308  | 384  | 459  | 545  | 589  | 596  | 627  |

| 2017 | 2022 | - | - | - | - | - | - | - |
| ---- | ---- | - | - | - | - | - | - | - |
| 644  | 658  | - | - | - | - | - | - | - |

## Lieux et monuments
- L'église Saint-Jean-Baptiste
- Le château
- Le lavoir-abreuvoir
- Une importante découverte archéologique connue sous le nom de dépôt de vaisselle de bronze d'Évans est maintenant visible au musée archéologique de Lons-le-Saunier.
- Centre de transit de déchets toxiques appartenant à GDE, ayant bénéficié d'une extension et où plusieurs incendies de déchets se sont déclenchés[17],[18].

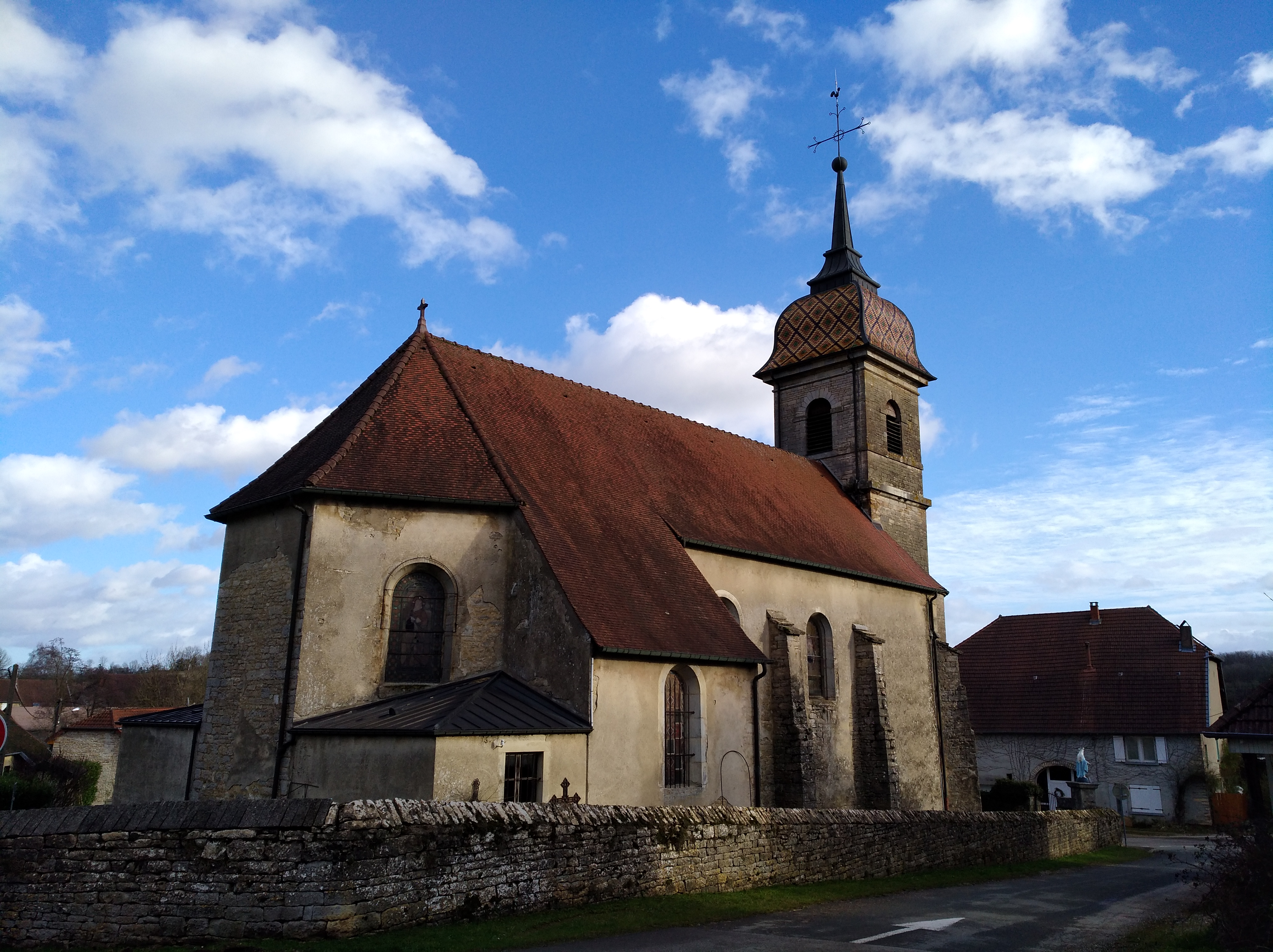
L'église.
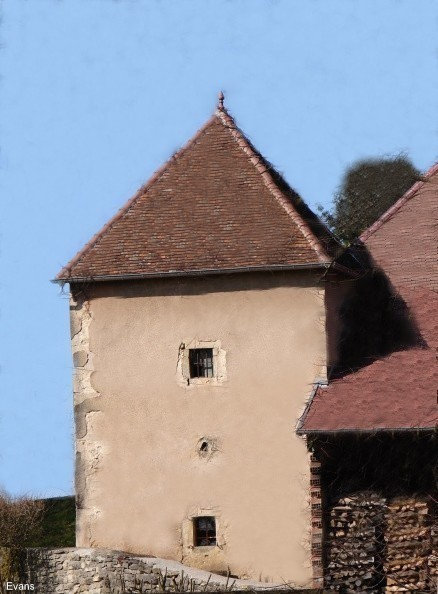
Le château.
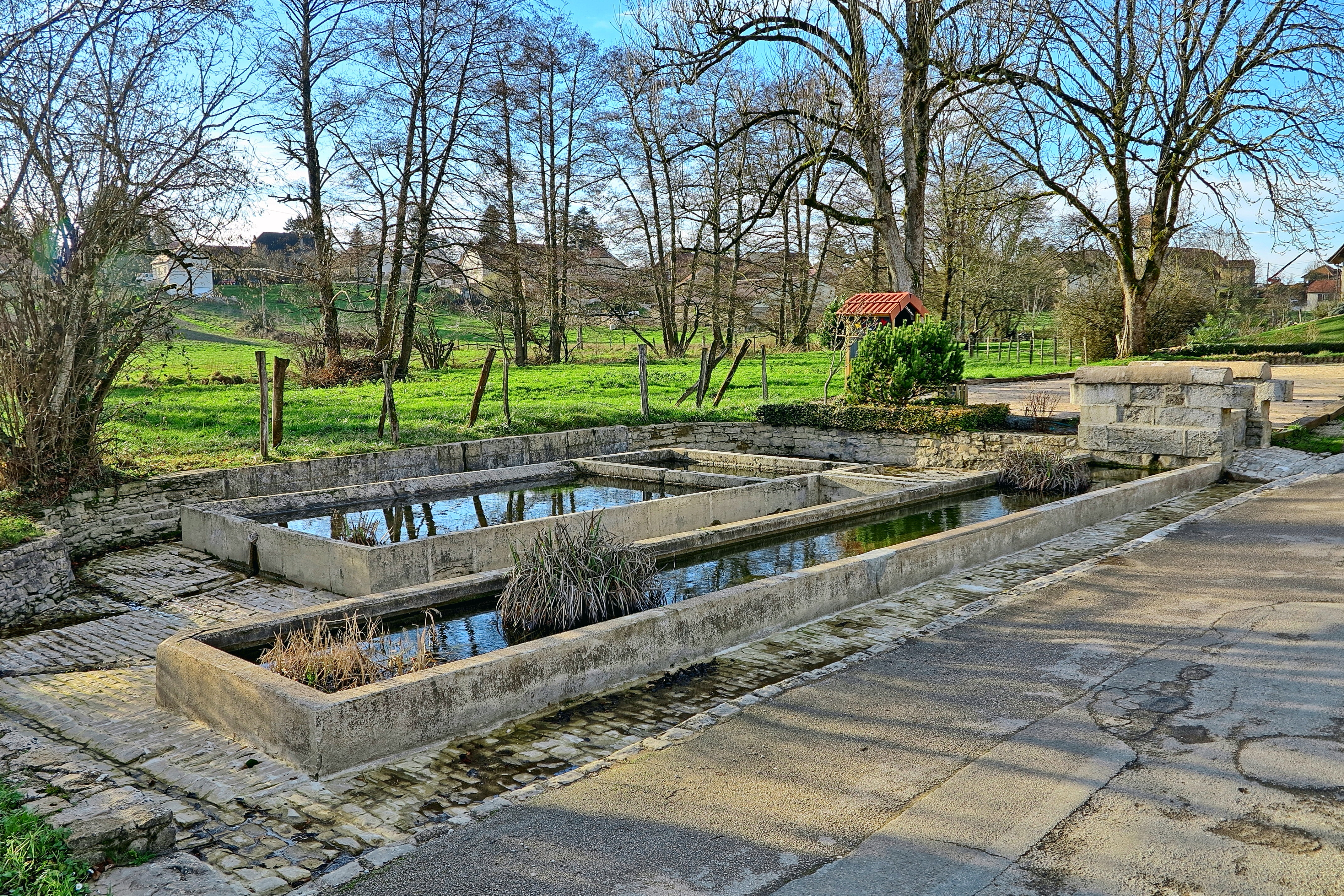
Le lavoir-abreuvoir.

## Personnalités liées à la commune
- Joseph Millerand (1763-1858) : ancien chirurgien des armées, il fut un curé particulier. En effet, des malades atteints de cancer venaient le consulter de toute l'Europe, sa réputation étant de guérir cette maladie. Il s'est éteint à Evans après avoir légué sa maison à la commune, avec pour condition d'y loger deux religieuses.
- Françoise Violet (1831-?) : née à Evans, elle entra à l'âge de 20 ans chez les sœurs gardes-malades. Après son noviciat, elle intégra différents couvents avant de fonder un établissement à Ajaccio où, trois ans plus tard, elle devint supérieure générale. Connue sous le nom de "Mère Joseph", elle fonda un autre établissement à Montferrand-le-Château.

## Sources